# مورتن نيلسن (لاعب كرة قدم دنماركي)
مورتن نيلسن (بالدنماركية: Morten Nielsen)‏ هو لاعب كرة قدم دنماركي، ولد في 14 أبريل 1971 في Kalundborg ‏ في الدنمارك. لعب مع نادي ستراسبورغ ونادي غانغون.